# Fabrizio Moro
Fabrizio Mobrici også kendt som Fabrizio Moro (født 9. april 1975) er en italiensk sanger-sangskriver og tv-vært, som repræsenterede Italien sammen med Ermal Meta ved Eurovision Song Contest 2018 med sangen "Non mi avete fatto niente". De opnåede en 5. plads i finalen.